# Карл Гефер
Карл Гефер (нім. Karl Hoefer; 29 грудня 1862, Плесс — 12 травня 1939, Вюрцбург) — німецький воєначальник, генерал-майор Прусської армії, генерал-лейтенант рейхсверу, оберфюрер СС. Кавалер ордена Pour le Mérite з дубовим листям.

## Біографія
З 1883 року до Першої світової війни служив у різних сілезьких гарнізонах. Під час війни командував піхотним полком на Західному фронті. У 1915 році був серйозно поранений і втратив руку. Гефер командував 117-ю піхотною дивізією, дислокованою у Верхній Сілезії, офіційно називаною Прикордонною охороною. Учасник придушення Першого і Третього сілезького повстання після чого був звільнений у відставку. 20 квітня 1936 року вступив в СС (посвідчення № 276 338). Гофер був найстарішим членом СС.

## Нагороди
- Орден Червоного орла
  - 4-го класу
  - 3-го класу з бантом і мечами
- Орден Корони (Пруссія) 3-го класу
- Столітня медаль
- Хрест «За вислугу років» (Пруссія)
- Залізний хрест 2-го і 1-го класу
- Хрест «За військові заслуги» (Австро-Угорщина) 3-го класу з військовою відзнакою
- Орден Вюртемберзької корони, лицарський хрест з мечами
- Королівський орден дому Гогенцоллернів, лицарський хрест з мечами
- Pour le Mérite з дубовим листям
  - орден (23 липня 1916)
  - дубове листя (14 квітня 1918)
- Нагрудний знак «За поранення» в чорному
- Сілезький Орел 2-го і 1-го ступеня з дубовим листям і мечами
- Почесний хрест ветерана війни з мечами

## Вшанування пам'яті
21 травня 1941 року на честь Гефера була названа вулиця в Берліні (нім. Hoeferstraße). 11 вересня 1998 року вона була перейменована на вулицю фон дер Габленца (нім. Von-der-Gablentz-Straße).